# Cryphia mediochracea
Cryphia mediochracea är en fjärilsart som beskrevs av Bytinsky-salz 1936. Cryphia mediochracea ingår i släktet Cryphia och familjen nattflyn. Inga underarter finns listade i Catalogue of Life.